# Pete Lovely
Gerard Carlton Lovely, detto Pete (Livingston, 11 aprile 1926 – Tacoma, 15 maggio 2011), è stato un pilota di Formula 1 statunitense.